# Barbara Krug
Barbara Krug, po mężu Thieme (ur. 6 maja 1956 w Lipsku) – niemiecka lekkoatletka specjalizująca się w biegach sprinterskich, uczestniczka letnich igrzysk olimpijskich w Moskwie (1980), srebrna medalistka olimpijska w biegu sztafetowym 4 × 400 metrów. W czasie swojej kariery reprezentowała Niemiecką Republikę Demokratyczną.

## Sukcesy sportowe
- dwukrotna medalistka mistrzostw Niemiec w biegu na 400 metrów – srebrna (1977) oraz brązowa (1978)[1]
- czterokrotna medalistka mistrzostw NRD w sztafecie 4 × 400 metrów – złota (1977) oraz trzykrotnie brązowa (1975, 1976, 1978)[2]
- złota medalistka halowych mistrzostw NRD w biegu na 400 metrów – 1979[3]

| Rok  | Miasto     | Zawody                    | Konkurencja        | Wynik         |
| ---- | ---------- | ------------------------- | ------------------ | ------------- |
| 1977 | Düsseldorf | Puchar świata             | sztafeta 4 × 400 m | 1. miejsce    |
| 1978 | Praga      | Mistrzostwa Europy        | sztafeta 4 × 400 m | złoty medal   |
| 1979 | Wiedeń     | Halowe mistrzostwa Europy | bieg na 400 m      | 4. miejsce    |
| 1980 | Moskwa     | Igrzyska olimpijskie      | sztafeta 4 × 400 m | srebrny medal |

## Rekordy życiowe
- bieg na 400 metrów – 51,03 – Chociebuż 17/07/1980